# Scott-transzformátor

A Scott-transzformátor elvi kapcsolása

Vektor diagram

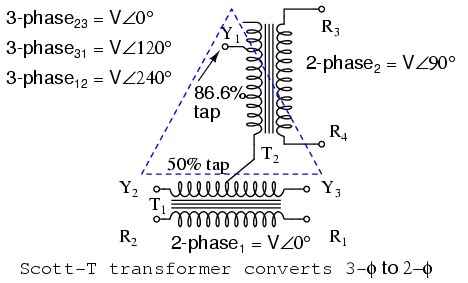
A Scott-transzformátor kapcsolása a fázisirányoknak megfelelően beforgatva

A Scott-transzformátor egy speciális transzformátor, amely a kétfázisú (90°-os) váltakozó feszültségből háromfázisú (120°-os) váltakozó feszültséget hoz létre azonos frekvencián, illetve fordítva. A Scott–transzformátort C. F. Scott a Westinghouse mérnökeként alkotta meg. Eredetileg a Scott–transzformátor arra lett kifejlesztve, hogy a kétfázisú motorokat úgy lehessen a háromfázisú hálózatra kötni, hogy a fázisok terhelése kiegyenlített legyen. Abban az esetben, ha a kétfázisú terhelés nem kiegyenlített, a háromfázisú oldal is kiegyenlítetlen terhelést kap.
A vasúti vontatási rendszerekben (elsősorban Oroszországban) a vasúti vontatás egyfázisú terheléséből adódó aszimmetriát lehet vele csökkenteni. Magyarországon ezt úgy oldják meg, hogy a vonali transzformátorokat mindig másik fázisra kötik az országos hálózatban.

## Lásd még
- fázisváltó